# Episodi di Regina del Sud (terza stagione)
La terza stagione della serie televisiva Regina del Sud è stata trasmessa negli Stati Uniti su USA Network dal 21 giugno 2018.
In Italia, la stagione è stata interamente pubblicata su Netflix il 13 giugno 2019.
| n° | Titolo originale | Titolo italiano     | Prima TV USA      | Pubblicazione Italia |
| -- | ---------------- | ------------------- | ----------------- | -------------------- |
| 1  | La Ermitaña      | L'eremita           | 21 giugno 2018    | 13 giugno 2019       |
| 2  | El Colgado       | L'appeso            | 28 giugno 2018    | 13 giugno 2019       |
| 3  | Reina de Oros    | La regina di denari | 5 luglio 2018     | 13 giugno 2019       |
| 4  | La Fuerza        | La forza            | 12 luglio 2018    | 13 giugno 2019       |
| 5  | El Juicio        | Il giudizio         | 19 luglio 2018    | 13 giugno 2019       |
| 6  | Los Enamorados   | Gli amanti          | 26 luglio 2018    | 13 giugno 2019       |
| 7  | Reina de Espadas | La regina di spade  | 2 agosto 2018     | 13 giugno 2019       |
| 8  | El Carro         | Il carro            | 9 agosto 2018     | 13 giugno 2019       |
| 9  | El Diablo        | Il diavolo          | 16 agosto 2018    | 13 giugno 2019       |
| 10 | La Muerte        | La morte            | 23 agosto 2018    | 13 giugno 2019       |
| 11 | Diez de Copas    | Il dieci di coppe   | 30 agosto 2018    | 13 giugno 2019       |
| 12 | Justicia         | La giustizia        | 6 settembre 2018  | 13 giugno 2019       |
| 13 | El Mundo         | Il mondo            | 13 settembre 2018 | 13 giugno 2019       |